# تپه کند ایچی
تپه کند ایچی مربوط به سده‌های میانه و متاخر دوران‌های تاریخی پس از اسلام است و در شهرستان ماهنشان، بخش مرکزی، دهستان ماهنشان، غرب روستای سریک واقع شده و این اثر در تاریخ ۱۸ اسفند ۱۳۸۷ با شمارهٔ ثبت ۲۵۳۴۲ به‌عنوان یکی از آثار ملی ایران به ثبت رسیده است.